# Premier League 2011/2012
Soutěžní ročník Premier League 2011/12 (podle hlavního sponzora známá jako Barclays Premier League) byl 113. ročníkem nejvyšší anglické fotbalové ligy a 20. ročníkem od založení Premier League. Soutěž byla započata 13. srpna 2011 a poslední kolo se odehrálo 13. května 2012. Soutěže se účastnilo celkem 20 týmů. Sedmnáct jich postoupilo z minulého ročníku a spadnuvší týmy nahradily 3 nové z Football League Championship.

## Průběh soutěžního ročníku 2011/12
Trofej ze sezony 2010/11 měl v držení Manchester United FC, který i v tomto ročníku patřil k největším favoritům na zisk mistrovského titulu. V letním souboji o superpohár Community Shield navíc porazil věčného rivala Manchester City 3:2. Jenže Citizens už nějaký čas významně posilují a Sergio Agüero, který přišel v červenci 2011, byl možná posledním dílkem do mistrovské skládanky. V soutěži od samého startu dominovaly právě oba manchesterské týmy, ale o to více šokující byl podzimní duel na Old Trafford, kde City rozstříleli svého rivala poměrem 1:6. V letošním ročníku naopak pokulhávaly tradiční kluby jako Liverpool FC, či několikanásobný mistr poslední dekády – Chelsea FC, které se pohybovaly i mimo pozice zaručující evropské poháry

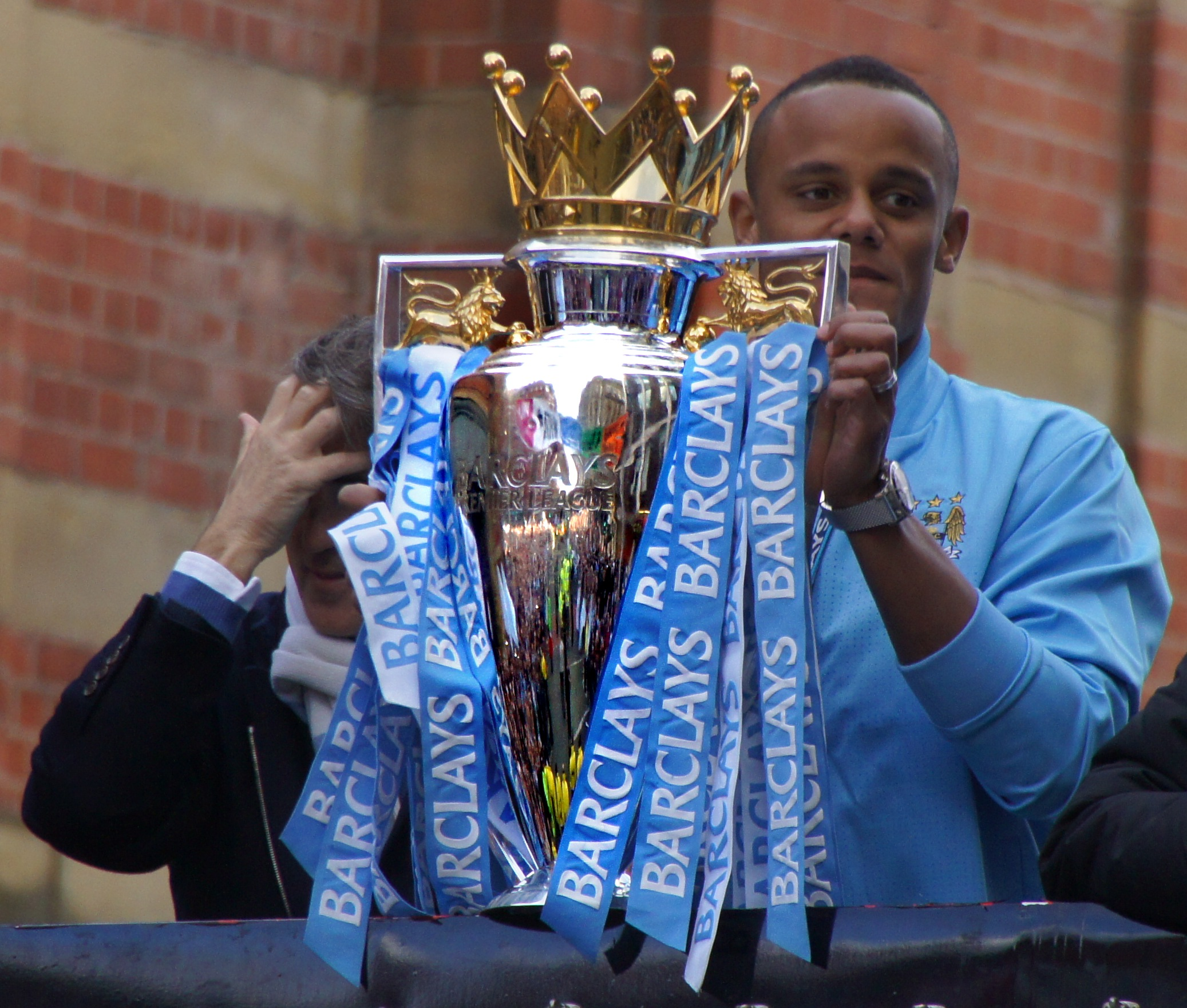
Vincent Kompany, kapitán Manchester City s trofejí pro mistra Premier League 2011/12.

Čelní pozice držely po celou dobu soutěže kluby z Manchesteru a o titulu tak zřejmě rozhodly vzájemné duely. I ten druhý totiž ovládli, tentokrát 1:0, hráči Manchester City FC. Tímto vítězstvím se Manchester City FC bodově dotáhl na svého rivala, a díky lepšímu skóre jej v tabulce předstihl. V Premier League je totiž v případě rovnosti bodů rozhodující rozdíl ve skóre, který měli značně lepší hráči Citizens. Do konce soutěže zbývala dvě kola. V předposledním kole oba týmy nezaváhaly, o mistrovi tedy rozhodovalo poslední kolo. Manchester City FC stačila k zisku titulu jakákoli výhra. Jenže cestu za titulem si světlemodří velmi zkomplikovali a po 90 minutách posledního kola prohrávali 1:2! Přitom při výhře United nad Sunderland AFC 1:0, potřebovali v duelu s Queens Park Rangers FC nutně zvítězit. Infarktový závěr na Etihad Stadium přinesl senzační obrat. Ve druhé minutě nastavení vyrovnal exteplický Edin Džeko a v 94. minutě rozhodl o prvním titulu pro Manchester City po 44 letech (třetím celkově) Sergio Agüero.
Opomenout nelze ani situaci na dalších pozicích tabulky. Manchester United i Manchester City získali tedy shodně 89 bodů. Díky lepšímu rozdílu ve skóre zvítězili City. Třetí Arsenal FC ztratil propastných 19 bodů a k nižší ztrátě nepomohlo ani 30 gólů nejlepšího střelce soutěže Robina van Persieho. Letos až šestá Chelsea FC neměla dobrou ligovou sezonu, ale o to lepší pohárovou. Nejprve porazila ve finále nejstarší klubové soutěže FA Cupu Liverpool FC a ovládla tuto prestižní soutěž počtvrté za posledních pět let. Poté nastoupila ve finále nejprestižnější klubové soutěže světa – Lize mistrů UEFA proti FC Bayern Mnichov na jeho vlastním stadionu a po remízové základní hrací době i prodloužení rozhodla v penaltovém rozstřelu o premiérovém triumfu v historii. Velkou měrou jí k tomu pomohl i český brankář Petr Čech. Vítězstvím si Chelsea zajistila přímý postup do dalšího ročníku a převzala právo startu od Tottenhamu Hotspur, který skončil v lize na čtvrtém místě.
Na posledních třech místech, znamenajících sestup do Football League Championship se ocitli Bolton Wanderers, Blackburn Rovers a Wolverhampton.

## Složení ligy v ročníku 2011/12
Soutěže se účastnilo 20 týmů, z toho 17 se kvalifikovalo z minulého ročníku. Poslední tři týmy předchozího ročníku, jimiž byli Birmingham City FC, Blackpool FC a poslední tým ročníku – West Ham United FC, sestoupili do Football League Championship. Opačným směrem putovali Queens Park Rangers FC (vítěz Football League Championship 2010/11), Norwich City FC a Swansea City AFC, která zvítězila ve Football League Championship play-offs.
| Klub                    | 2010/11          | Město         | Stadión            |
| ----------------------- | ---------------- | ------------- | ------------------ |
| Manchester United       | Zlatá medaile    | Manchester    | Old Trafford       |
| Chelsea                 | Stříbrná medaile | Londýn        | Stamford Bridge    |
| Manchester City         | Bronzová medaile | Manchester    | Etihad Stadium     |
| Arsenal                 | 4.               | Londýn        | Emirates Stadium   |
| Tottenham Hotspur       | 5.               | Londýn        | White Hart Lane    |
| Liverpool               | 6.               | Liverpool     | Anfield            |
| Everton                 | 7.               | Liverpool     | Goodison Park      |
| Fulham                  | 8.               | Londýn        | Craven Cottage     |
| Aston Villa             | 9.               | Birmingham    | Villa Park         |
| Sunderland              | 10.              | Sunderland    | Stadium of Light   |
| West Bromwich Albion    | 11.              | West Bromwich | The Hawthorns      |
| Newcastle United        | 12.              | Newcastle     | Sport Direct Arena |
| Stoke City              | 13.              | Stoke         | Britannia Stadium  |
| Bolton Wanderers        | 14.              | Bolton        | Reebok Stadium     |
| Blackburn Rovers        | 15.              | Blackburn     | Ewood Park         |
| Wigan Athletic          | 16.              | Wigan         | DW Stadium         |
| Wolverhampton Wanderers | 17.              | Wolverhampton | Molineux Stadium   |
| Queens Park Rangers     | 2. liga          | Londýn        | Loftus Road        |
| Norwich City            | 2. liga          | Norwich       | Carrow Road        |
| Swansea City            | 2. liga          | Swansea       | Liberty Stadium    |

### Realizační týmy a dresy
| Klub                    | Trenér            | Kapitán            | Výrobce dresu  | Sponzor dresu             |
| ----------------------- | ----------------- | ------------------ | -------------- | ------------------------- |
| Arsenal                 | Arsène Wenger     | Robin van Persie   | Nike           | Emirates                  |
| Aston Villa             | Alex McLeish      | Gabriel Agbonlahor | Nike           | Genting Casinos           |
| Blackburn Rovers        | Steve Kean        | Paul Robinson      | Umbro          | The Prince's Trust        |
| Bolton Wanderers        | Owen Coyle        | Kevin Davies       | Reebok         | 188BET                    |
| Chelsea                 | Roberto Di Matteo | John Terry         | Adidas         | Samsung                   |
| Everton                 | David Moyes       | Phil Neville       | Le Coq Sportif | Chang Beer                |
| Fulham                  | Martin Jol        | Danny Murphy       | Kappa          | FxPro                     |
| Liverpool               | Kenny Dalglish    | Steven Gerrard     | Adidas         | Standard Chartered        |
| Manchester City         | Roberto Mancini   | Vincent Kompany    | Umbro          | Etihad Airways            |
| Manchester United       | Sir Alex Ferguson | Nemanja Vidić      | Nike           | Aon                       |
| Newcastle United        | Alan Pardew       | Fabricio Coloccini | Puma           | Virgin Money              |
| Norwich City            | Paul Lambert      | Grant Holt         | Erreà          | Aviva                     |
| Queens Park Rangers     | Mark Hughes       | Joey Barton        | Lotto          | Malaysia Airlines/AirAsia |
| Stoke City              | Tony Pulis        | Ryan Shawcross     | Adidas         | Britannia                 |
| Sunderland              | Martin O'Neill    | Lee Cattermole     | Umbro          | Tombola                   |
| Swansea City            | Brendan Rodgers   | Garry Monk         | Adidas         | 32Red                     |
| Tottenham Hotspur       | Harry Redknapp    | Ledley King        | Puma           | Aurasma                   |
| West Bromwich Albion    | Roy Hodgson       | Chris Brunt        | Adidas         | Bodog                     |
| Wigan Athletic          | Roberto Martínez  | Gary Caldwell      | MiFit          | 12BET                     |
| Wolverhampton Wanderers | Terry Connor      | Roger Johnson      | BURRDA         | Sportingbet               |

### Trenérské změny
| Klub                    | Odcházející trenér | Důvod odchodu | Datum odchodu      | Pozice v tabulce | Příchozí trenér   | Datum příchodu   |
| ----------------------- | ------------------ | ------------- | ------------------ | ---------------- | ----------------- | ---------------- |
| Chelsea                 | Carlo Ancelotti    | Vyhozen       | 22. května 2011    | Před sezónou     | André Villas-Boas | 22. června 2011  |
| Aston Villa             | Gérard Houllier    | Rezignace     | 1. června 2011     | Před sezónou     | Alex McLeish      | 17. června 2011  |
| Fulham                  | Mark Hughes        | Rezignace     | 2. června 2011     | Před sezónou     | Martin Jol        | 7. června 2011   |
| Sunderland              | Steve Bruce        | Vyhozen       | 30. listopadu 2011 | 16. místo        | Martin O'Neill    | 3. prosince 2011 |
| Queens Park Rangers     | Neil Warnock       | Vyhozen       | 8. ledna 2012      | 17. místo        | Mark Hughes       | 10. ledna 2012   |
| Wolverhampton Wanderers | Mick McCarthy      | Vyhozen       | 13. února 2012     | 18. místo        | Terry Connor      | 24. února 2012   |
| Chelsea                 | André Villas-Boas  | Vyhozen       | 4. března 2012     | 5. místo         | Roberto Di Matteo | 4. března 2012   |

## Tabulka
| Poř. | Tým                  | Z  | V  | R  | P  | VG | OG | B  |
| ---- | -------------------- | -- | -- | -- | -- | -- | -- | -- |
| 1.   | Manchester City      | 38 | 28 | 5  | 5  | 93 | 29 | 89 |
| 2.   | Manchester United    | 38 | 28 | 5  | 5  | 89 | 33 | 89 |
| 3.   | Arsenal              | 38 | 21 | 7  | 10 | 74 | 49 | 70 |
| 4.   | Tottenham Hotspur 1  | 38 | 20 | 9  | 9  | 66 | 41 | 69 |
| 5.   | Newcastle United     | 38 | 19 | 8  | 11 | 56 | 51 | 65 |
| 6.   | Chelsea 1            | 38 | 18 | 10 | 10 | 65 | 46 | 64 |
| 7.   | Everton              | 38 | 15 | 11 | 12 | 50 | 40 | 56 |
| 8.   | Liverpool 2          | 38 | 14 | 10 | 14 | 47 | 40 | 52 |
| 9.   | Fulham               | 38 | 14 | 10 | 14 | 48 | 51 | 52 |
| 10.  | West Bromwich Albion | 38 | 13 | 8  | 17 | 45 | 52 | 47 |
| 11.  | Swansea City         | 38 | 12 | 11 | 15 | 44 | 51 | 47 |
| 12.  | Norwich City         | 38 | 12 | 11 | 15 | 52 | 66 | 47 |
| 13.  | Sunderland           | 38 | 11 | 12 | 15 | 45 | 46 | 45 |
| 14.  | Stoke City           | 38 | 11 | 12 | 15 | 36 | 53 | 45 |
| 15.  | Wigan Athletic       | 38 | 11 | 10 | 17 | 42 | 62 | 43 |
| 16.  | Aston Villa          | 38 | 7  | 17 | 14 | 37 | 53 | 38 |
| 17.  | Queens Park Rangers  | 38 | 10 | 7  | 21 | 43 | 66 | 37 |
| 18.  | Bolton Wanderers     | 38 | 10 | 6  | 22 | 46 | 77 | 36 |
| 19.  | Blackburn Rovers     | 38 | 8  | 7  | 23 | 48 | 78 | 31 |
| 20.  | Wolverhampton        | 38 | 5  | 10 | 23 | 40 | 82 | 25 |

Poznámky
- Z = Odehrané zápasy; V = Vítězství; R = Remízy; P = Prohry; VG = Vstřelené góly; OG = Obdržené góly; B = Body
- O umístění rozhoduje : a) body, b) rozdíl ve skóre, c) počet vstřelených branek
- 1  Chelsea FC zvítězila v Lize mistrů UEFA 2011/12 a jako obhájce si zajistila přímý postup do Ligy mistrů UEFA 2012/13. Tottenham Hotspur tak přišel o vybojovanou pozici (ze 4. místa v lize) v kvalifikaci této soutěže a bude startovat v Evropské lize UEFA 2012/13.
- 2  Liverpool FC zvítězil v Carling Cupu 2011/12 a vybojoval si účast ve 3. předkole Evropské ligy UEFA 2012/13.

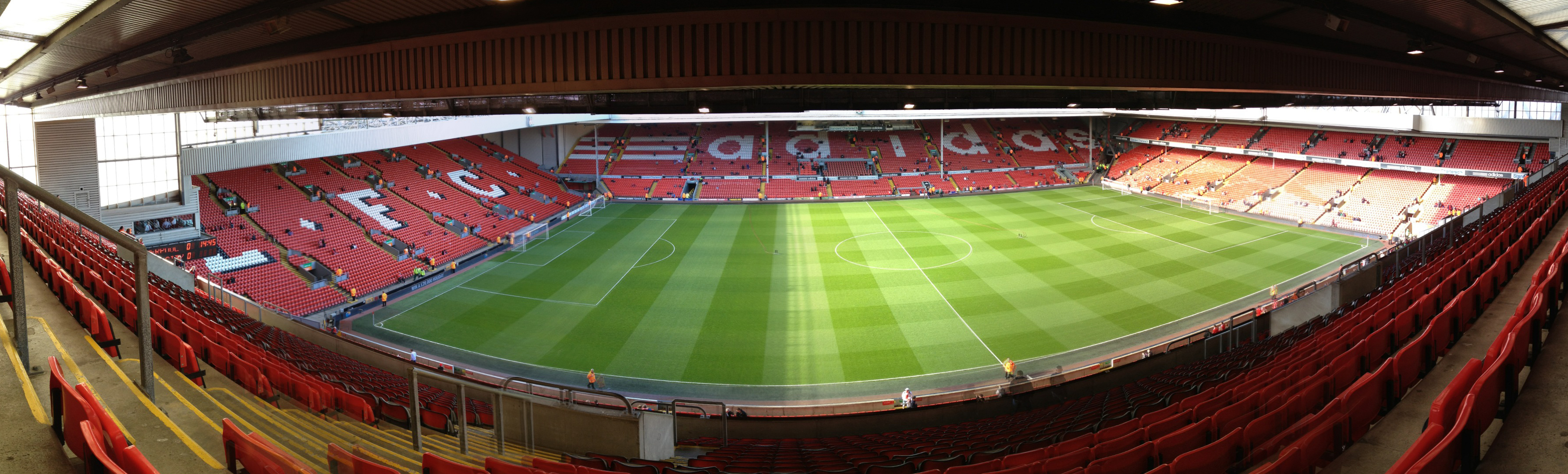
Stadion Anfield Road v Liverpoolu

|  | Přímý postup do Ligy mistrů 2012/13              |
|  | Postup do Play-off Ligy mistrů 2012/13           |
|  | Přímý postup do Evropské Ligy UEFA 2012/13       |
|  | Postup do Play-off Evropské Ligy UEFA 2012/13    |
|  | Postup do 3. předkola Evropské Ligy UEFA 2012/13 |
|  | Sestup do Football League Championship           |

## Statistiky

### Střelci

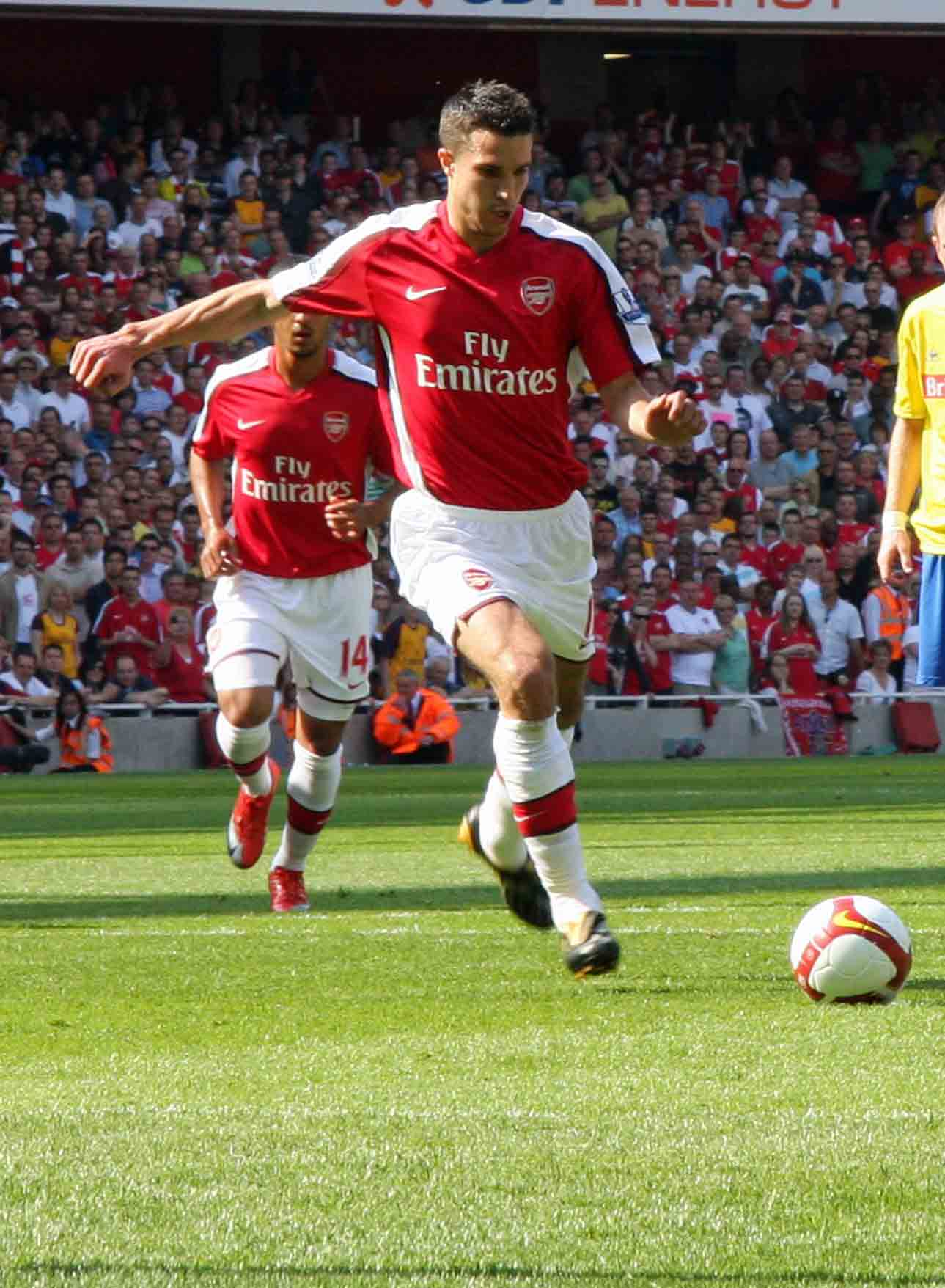
Nejlepší střelec Premier League 2011/12 – Robin van Persie.

Nejlepším střelcem tohoto ročníku Premier League se stal holandský útočník Robin van Persie. Hráč Arsenalu vstřelil 30 branek a vystřídal na trůnu krále střelců Wayna Rooneyho, který v letošním ročníku skončil druhý, když za Manchester United FC skóroval 27×.

#### Nejlepší střelci
|     | Hráč              | Klub              | Góly |
| --- | ----------------- | ----------------- | ---- |
| 1.  | Robin van Persie  | Arsenal           | 30   |
| 2.  | Wayne Rooney      | Manchester United | 27   |
| 3.  | Sergio Agüero     | Manchester City   | 23   |
| 4.  | Clint Dempsey     | Fulham            | 17   |
| 4.  | Emmanuel Adebayor | Tottenham Hotspur | 17   |
| 4.  | Yakubu            | Blackburn Rovers  | 17   |
| 7.  | Demba Ba          | Newcastle United  | 16   |
| 8.  | Grant Holt        | Norwich City      | 15   |
| 9.  | Edin Džeko        | Manchester City   | 14   |
| 10. | Mario Balotelli   | Manchester City   | 13   |
| 10. | Papiss Cissé      | Newcastle United  | 13   |

#### Hattricky
| Hráč             | Klub                 | Soupeř                  | Skóre | Datum             |
| ---------------- | -------------------- | ----------------------- | ----- | ----------------- |
| Edin Džeko4      | Manchester City      | Tottenham Hotspur       | 5:1   | 28. srpna 2011    |
| Wayne Rooney     | Manchester United    | Arsenal                 | 8:2   | 28. srpna 2011    |
| Sergio Agüero    | Manchester City      | Wigan Athletic          | 3:0   | 10. září 2011     |
| Wayne Rooney     | Manchester United    | Bolton Wanderers        | 5:0   | 10. září 2011     |
| Demba Ba         | Newcastle United     | Blackburn Rovers        | 3:1   | 24. září 2011     |
| Frank Lampard    | Chelsea              | Bolton Wanderers        | 5:1   | 2. října 2011     |
| Andrew Johnson   | Fulham               | Queens Park Rangers     | 6:0   | 2. října 2011     |
| Robin van Persie | Arsenal              | Chelsea                 | 5:3   | 29. října 2011    |
| Demba Ba         | Newcastle United     | Stoke City              | 3:1   | 31. října 2011    |
| Yakubu4          | Blackburn Rovers     | Swansea City            | 4:2   | 3. prosince 2011  |
| Dimitar Berbatov | Manchester United    | Wigan Athletic          | 5:0   | 26. prosince 2011 |
| Clint Dempsey    | Fulham               | Newcastle United        | 5:2   | 21. ledna 2012    |
| Robin van Persie | Arsenal              | Blackburn Rovers        | 7:1   | 4. února 2012     |
| Peter Odemwingie | West Bromwich Albion | Wolverhampton Wanderers | 5:1   | 12. února 2012    |
| Pavel Pogrebňak  | Fulham               | Wolverhampton Wanderers | 5:0   | 4. března 2012    |
| Steven Gerrard   | Liverpool            | Everton                 | 3:0   | 13. března 2012   |
| Carlos Tevez     | Manchester City      | Norwich City            | 6:1   | 14. dubna 2012    |
| Luis Suárez      | Liverpool            | Norwich City            | 3:0   | 28. dubna 2012    |
| Fernando Torres  | Chelsea              | Queens Park Rangers     | 6:1   | 29. dubna 2012    |

- 4 Hráč vstřelil 4 góly

#### Nejlepší asistenti
|    | Hráč               | Klub              | Asistence |
| -- | ------------------ | ----------------- | --------- |
| 1. | David Silva        | Manchester City   | 15        |
| 2. | Juan Mata          | Chelsea           | 13        |
| 2. | Antonio Valencia   | Manchester United | 13        |
| 4. | Emmanuel Adebayor  | Tottenham Hotspur | 11        |
| 4. | Alexandre Song     | Arsenal           | 11        |
| 6. | Nani               | Manchester United | 10        |
| 6. | Gareth Bale        | Tottenham Hotspur | 10        |
| 8. | Samir Nasri        | Manchester City   | 9         |
| 8. | Stéphane Sessègnon | Sunderland        | 9         |
| 8. | Robin van Persie   | Arsenal           | 9         |

### Čistá konta
|     | Hráč              | Klub                 | Čistá konta |
| --- | ----------------- | -------------------- | ----------- |
| 1.  | Joe Hart          | Manchester City      | 17          |
| 2.  | Tim Krul          | Newcastle United     | 15          |
| 3.  | Brad Friedel      | Tottenham Hotspur    | 14          |
| 3.  | Michel Vorm       | Swansea City         | 14          |
| 5.  | David de Gea      | Manchester United    | 13          |
| 5.  | Wojciech Szczęsny | Arsenal              | 13          |
| 7.  | Tim Howard        | Everton              | 12          |
| 7.  | Pepe Reina        | Liverpool            | 12          |
| 9.  | Simon Mignolet    | Sunderland           | 11          |
| 10. | Petr Čech         | Chelsea              | 10          |
| 10. | Ben Foster        | West Bromwich Albion | 10          |
| 10. | Mark Schwarzer    | Fulham               | 10          |

### Disciplína

#### Hráči
- Nejvíce žlutých karet: 10[42]
  - Joey Barton (Queens Park Rangers)
  - Lee Cattermole (Sunderland)
  - Jason Lowe (Blackburn Rovers)
  - Alexandre Song (Arsenal)
- Nejvíce červených karet: 2[42]
  - Mario Balotelli (Manchester City)
  - Joey Barton (Queens Park Rangers)
  - Djibril Cissé (Queens Park Rangers)
  - David Wheater (Bolton Wanderers)

#### Klub
- Nejvíce žlutých karet: 69[43]
  - Chelsea
- Nejvíce červených karet: 9[44]
  - Queens Park Rangers

## Ocenění

### Měsíční
| Měsíc    | Trenér měsíce     | Trenér měsíce     | Hráč měsíce      | Hráč měsíce          | Reference     |
| Měsíc    | Manager           | Club              | Player           | Club                 | Reference     |
| -------- | ----------------- | ----------------- | ---------------- | -------------------- | ------------- |
| Srpen    | Sir Alex Ferguson | Manchester United | Edin Džeko       | Manchester City      | [ 45 ] [ 46 ] |
| Září     | Harry Redknapp    | Tottenham Hotspur | David Silva      | Manchester City      | [ 47 ] [ 48 ] |
| Říjen    | Roberto Mancini   | Manchester City   | Robin van Persie | Arsenal              | [ 49 ]        |
| Listopad | Harry Redknapp    | Tottenham Hotspur | Scott Parker     | Tottenham Hotspur    | [ 50 ]        |
| Prosinec | Martin O'Neill    | Sunderland        | Demba Ba         | Newcastle United     | [ 51 ]        |
| Leden    | Brendan Rodgers   | Swansea City      | Gareth Bale      | Tottenham Hotspur    | [ 52 ] [ 53 ] |
| Únor     | Arsène Wenger     | Arsenal           | Peter Odemwingie | West Bromwich Albion | [ 54 ]        |
| Březen   | Owen Coyle        | Bolton Wanderers  | Gylfi Sigurðsson | Swansea City         | [ 55 ] [ 56 ] |
| Duben    | Roberto Martínez  | Wigan Athletic    | Nikica Jelavić   | Everton              | [ 57 ]        |

### Roční ocenění
| Ocenění                              | Vítěz            | Klub              |
| ------------------------------------ | ---------------- | ----------------- |
| Premier League Manager of the Season | Alan Pardew      | Newcastle United  |
| Premier League Player of the Season  | Vincent Kompany  | Manchester City   |
| PFA Players' Player of the Year      | Robin van Persie | Arsenal           |
| PFA Young Player of the Year         | Kyle Walker      | Tottenham Hotspur |
| Hráč roku dle FWA                    | Robin van Persie | Arsenal           |

| PFA Team of the Year | PFA Team of the Year            | PFA Team of the Year              | PFA Team of the Year                  | PFA Team of the Year             |
| -------------------- | ------------------------------- | --------------------------------- | ------------------------------------- | -------------------------------- |
| Brankář              | Joe Hart (Manchester City)      | Joe Hart (Manchester City)        | Joe Hart (Manchester City)            | Joe Hart (Manchester City)       |
| Obránci              | Kyle Walker (Tottenham Hotspur) | Vincent Kompany (Manchester City) | Fabricio Coloccini (Newcastle United) | Leighton Baines (Everton)        |
| Záložníci            | David Silva (Manchester City)   | Yaya Touré (Manchester City)      | Scott Parker (Tottenham Hotspur)      | Gareth Bale (Tottenham Hotspur)  |
| Útočníci             | Robin van Persie (Arsenal)      | Robin van Persie (Arsenal)        | Wayne Rooney (Manchester United)      | Wayne Rooney (Manchester United) |

## Vítěz
| Premier League 2011/12 Manchester City FC (3. titul) |